# Březiny
Březiny település Csehországban, a Svitavyi járásban. Březiny Křižánky, Svratka, Pustá Rybná és Krásné településekkel határos. Lakosainak száma 136 fő (2024. január 1.).

## Népesség
A település lakosságának változását az alábbi diagram mutatja:
| Lakosok száma | 715  | 546  | 446  | 262  | 163  | 150  | 151  | 141  | 143  | 136  |
|               | 1869 | 1900 | 1921 | 1961 | 1980 | 2011 | 2016 | 2019 | 2021 | 2024 |